# Object Desktop
Object Desktop（又名 Object Desktop Network 或 ODNT）起初是由Stardock开发的一组供OS/2使用的软件，后来在1997年推出了 Windows 版本。
Object Desktop 包含下列组件：
- WindowBlinds
- Fences
- DesktopX
- Tweak7
- IconPackager
- ObjectBar

上述大部分组件用来美化操作系统图形界面，也有一部分用来优化系统性能及使用体验。Stardock另外两款功能类似的工具ObjectDock与ThinkDesk则主要是面向专业用户，并不包含在 Object Desktop 中。

## 销售模式
Object Desktop 采用订阅的形式进行销售。用户开始需要购买一年的服务。在这一年期间，用户可以任意下载新的工具，不过，并非每个工具都会一直更新。在服务过期之后，如果用户不续费的话将不能下载任何工具。但是已经下载的工具还是可以使用，不受过期影响。
Object Desktop Windows 版本一年期购买价格为 49.95 美元，续费一年价格为 34.95 美元。2008年，Stardock 开始提供年价为 69.95 美元的高级服务，不过这次尝试在近期宣告失败。